# Општина Селеуш (Арад)
Селеуш (рум. Seleuş) општина је у Румунији у округу Арад.
Oпштина се налази на надморској висини од 103 m.